# 雀田駅
雀田駅（すずめだえき）は、山口県山陽小野田市大字小野田字小中原にある、西日本旅客鉄道（JR西日本）小野田線の駅。
当駅から長門本山駅への支線（本山支線又は長門本山線）が分岐している。

## 歴史

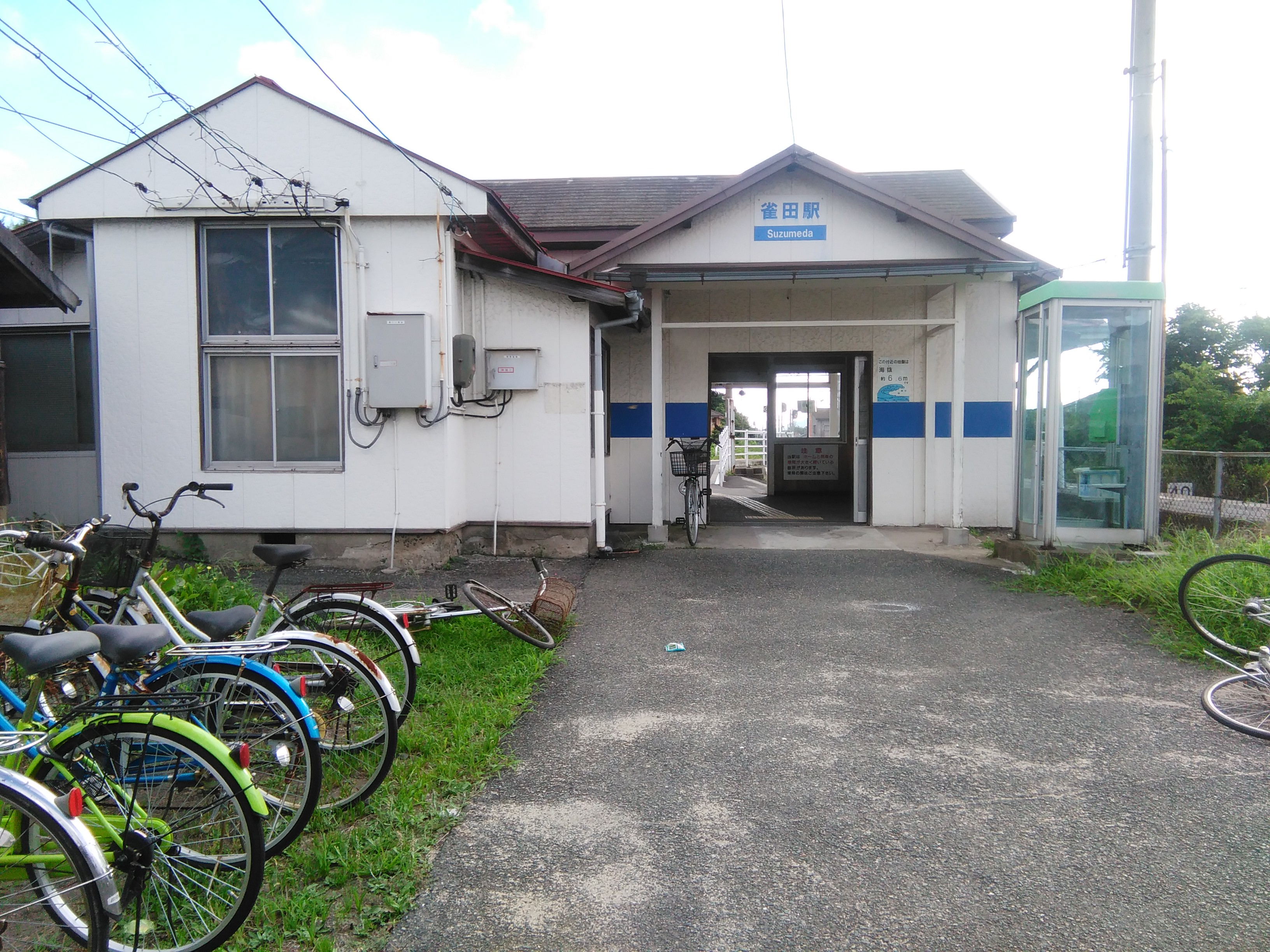
改装工事を受ける前の駅舎（2015年7月）

- 1929年（昭和4年）5月16日：宇部電気鉄道が沖ノ山旧鉱駅（後の宇部港駅） - 居能停留場 - 雀田停留場 - 新沖山駅間で開業した際に、雀田停留場として開設[2]。
- 1937年（昭和12年）1月21日：本山駅（現・長門本山駅）までの支線が開業[4]。同時に停車場に格上げ[2]。
- 1941年（昭和16年）12月1日：宇部電気鉄道が宇部鉄道に合併し、同社の駅となる[4]。
- 1943年（昭和18年）5月1日：宇部鉄道国有化[2]。宇部西線（当時）の駅となる[4]。
- 1947年（昭和22年）10月1日：宇部西線雀田駅 - 小野田港駅間が開業し、現在の小野田線に当たる路線が全通[4]。同時にそれまでの宇部西線末端部であった雀田駅 - 新沖山駅間が廃止[2]。
- 1948年（昭和23年）2月1日：宇部西線が小野田線に改称され、当駅もその所属となる[4]。
- 1971年（昭和46年）10月1日：業務委託駅化[5]。
- 1985年（昭和60年）2月1日：無人駅（簡易委託駅）となる[6]。
- 1987年（昭和62年）4月1日：国鉄分割民営化に伴い、西日本旅客鉄道（JR西日本）の駅となる[2]。
- 2010年（平成22年）5月25日：小野田線ホームを嵩上げ[3]。
- 2018年（平成30年）8月1日：駅舎改装工事完了。

## 駅構造

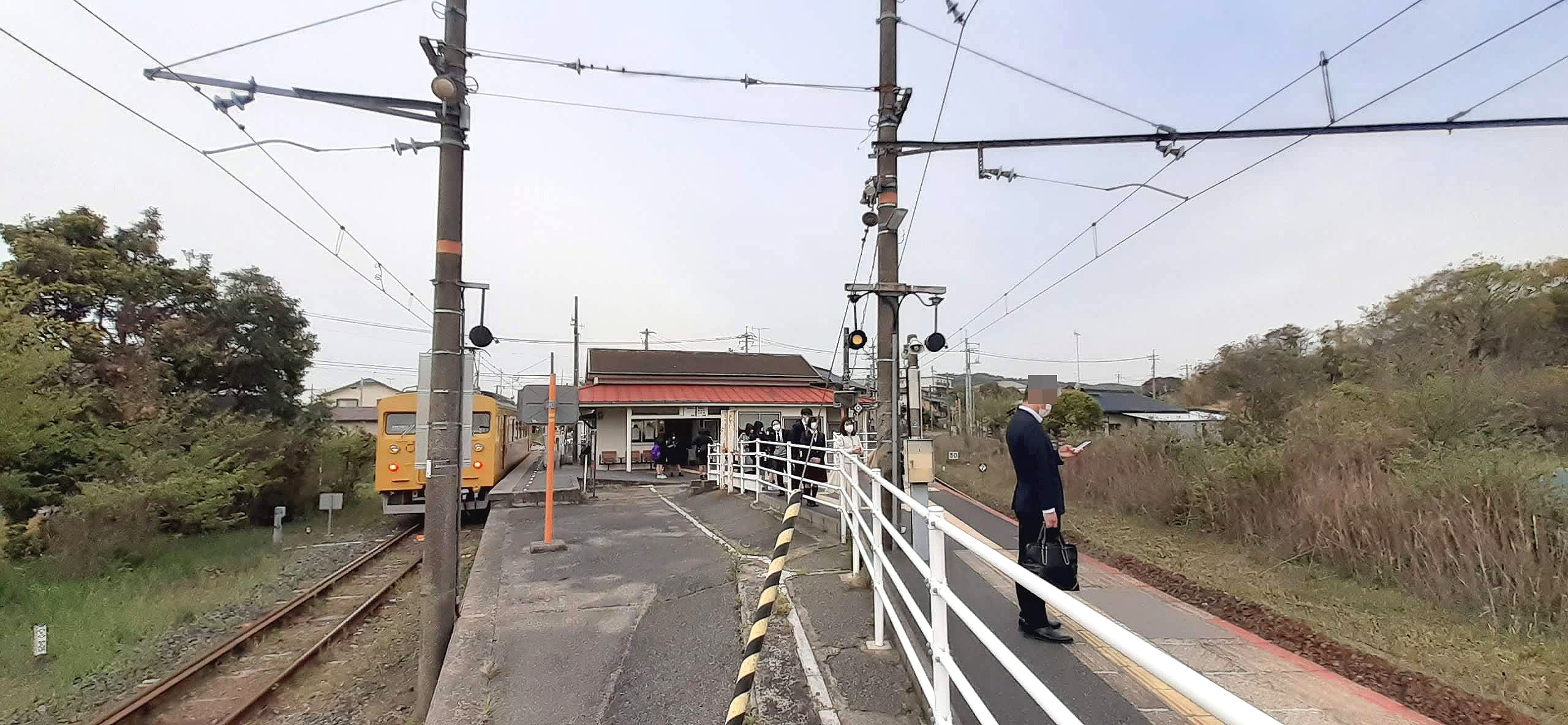
東側から見た雀田駅分岐。左が本山支線（2021年4月）

小野田方面、長門本山方面各1面1線でY字構造のホームを有する地上駅。
無人駅である。2本のホームに挟まれるようにして小さな駅舎がある。
2018年に小野田青年会議所と山陽小野田市立山口東京理科大学の学生有志らによる駅舎リニューアル工事が行われ、駅舎の屋根や雨どい等が同校のスクールカラーである橙色に塗り替えられた。また、2020年3月より、小野田線の利用促進策の一環として、当駅及び近隣の南中川駅の駅名標が、レノファ山口のチームカラーであるオレンジ色のものに交換されている。

### のりば
| のりば | 路線      | 方向   | 行先               | 備考                   |
| ------ | --------- | ------ | ------------------ | ---------------------- |
| 0      | ■小野田線 | 本山線 | 長門本山方面       |                        |
| 0      | ■小野田線 | 上り   | 居能・宇部新川方面 | 長門本山方面からの列車 |
| 1      | ■小野田線 | 上り   | 居能・宇部新川方面 | 小野田方面からの列車   |
| 1      | ■小野田線 | 下り   | 小野田方面         |                        |

※のりば番号は駅自動放送でのみ呼称される。長門本山方に通じる南側が0番のりば、小野田方に通じる北側が1番のりばである。

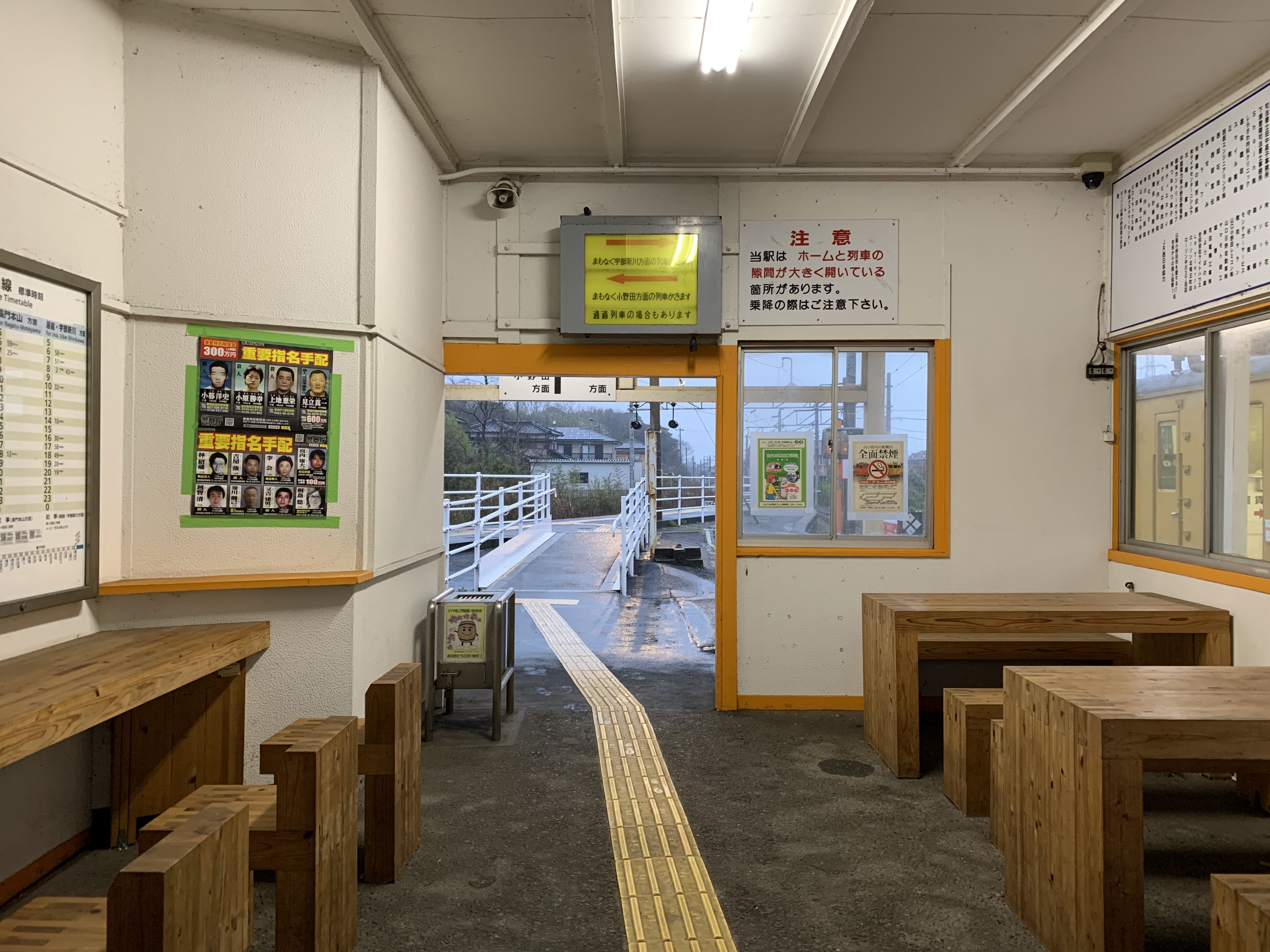
駅舎内（2021年3月）
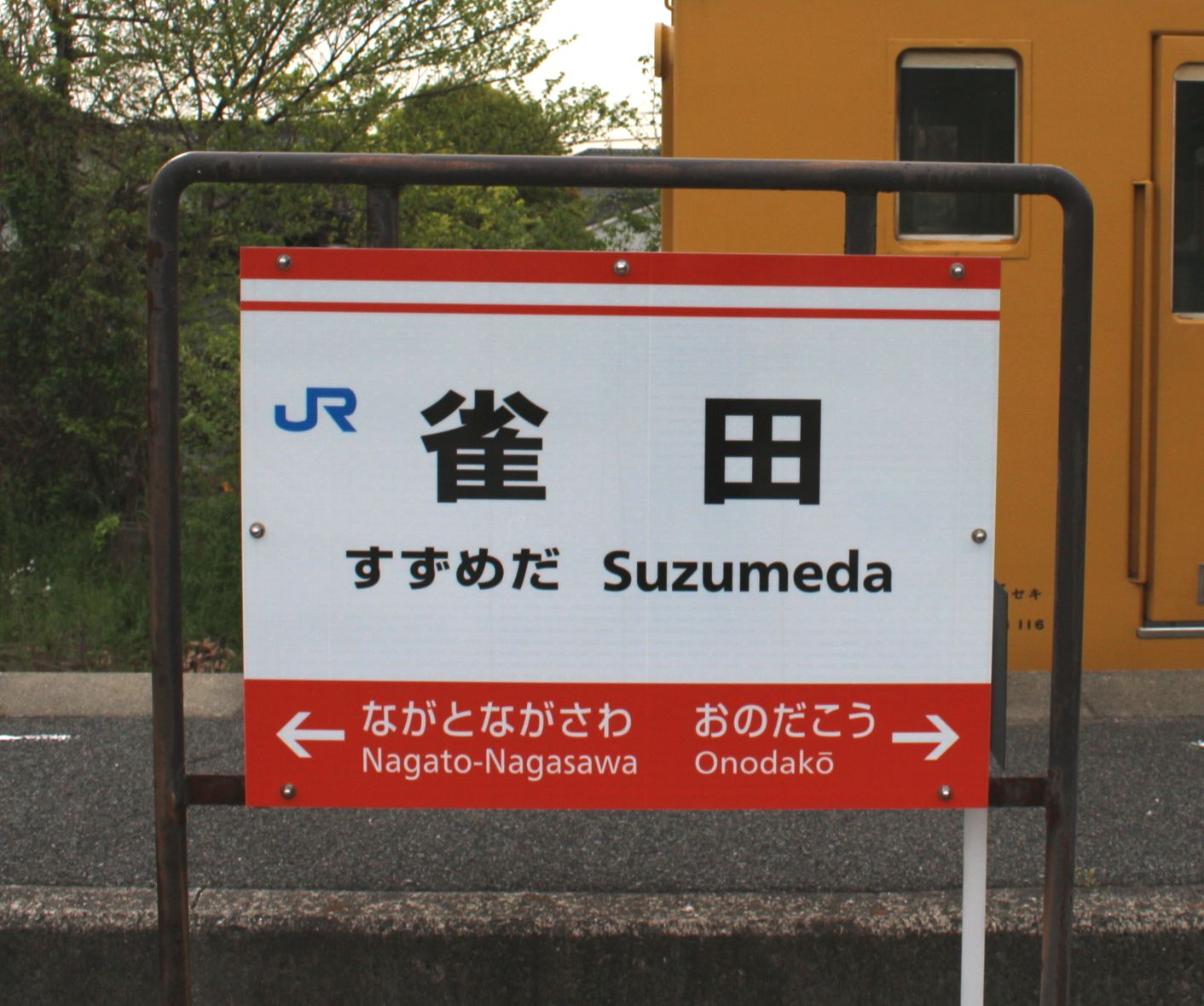
駅名標には地元サッカークラブ・レノファ山口FCのチームカラーであるオレンジ色が用いられている（2021年4月）

## 利用状況
1日平均乗車人員は以下の通り。
| 乗車人員推移 | 乗車人員推移 |
| 年度         | 1日平均人数  |
| ------------ | ------------ |
| 1999         | 214          |
| 2000         | 213          |
| 2001         | 214          |
| 2002         | 204          |
| 2003         | 184          |
| 2004         | 194          |
| 2005         | 188          |
| 2006         | 174          |
| 2007         | 180          |
| 2008         | 176          |
| 2009         | 164          |
| 2010         | 182          |
| 2011         | 180          |
| 2012         | 157          |
| 2013         | 143          |
| 2014         | 119          |
| 2015         | 145          |
| 2016         | 160          |
| 2017         | 155          |
| 2018         | 144          |
| 2019         | 137          |
| 2020         | 95           |
| 2021         | 127          |
| 2022         | 141          |

## 駅周辺
山陽小野田市の南部、宇部市との市境付近に位置する。当駅の南約400mほどの場所に山陽小野田市立山口東京理科大学があり、同大学への通学利用もある。その割に駅前地区は商店も少なく閑散としている。商店は、山陽小野田市立山口東京理科大学周辺に集中している。
- 山陽小野田市立山口東京理科大学
- 山陽小野田市立竜王中学校
- 小野田赤十字病院
- 塚の川古墳公園
- スーパー丸喜 大学通り店

## 隣の駅
西日本旅客鉄道（JR西日本）
■小野田線（本線）
長門長沢駅 - 雀田駅 - 小野田港駅
■小野田線（本山支線）
雀田駅 - 浜河内駅

### かつて存在した路線
運輸省鉄道総局（国有鉄道）
宇部西線
（長門長沢駅 -） 雀田駅 - 新沖山駅
- 国有化される以前は、途中駅として松原停留場もあった。